# Kiss László (politikus, 1987)
Kiss László (Baja, 1987. augusztus –) magyar agrármérnök, a Momentum Mozgalom tagja. Az Egységben Magyarországért országgyűlési képviselőjelöltje volt a 2022-es magyarországi országgyűlési választáson a Bács-Kiskun megye 6. számú választókörzetében.

## Magánélete, tanulmányai
2008 óta egyéni vállalkozóként mezőgazdasággal foglalkozik. A Szent István Egyetemen szerzett gazdasági és vidékfejlesztési agrármérnöki végzettséget. Saját bevallása szerint Baján és Rémen kétlaki életet él, itt élő családja 1994 óta agrárvállalkozó, a család nyolcvan hektár saját és kétszáz hektár bérelt földön gazdálkodik.
Korábban egy ifjúsági egyesületet vezetett. 2021-es önéletrajza szerint egy vadásztársaság tagja.

## A politikában
2014-ben Rém községben választották meg önkormányzati képviselőnek.
A Momentum Mozgalom jelöltjeként a 2021-es magyarországi ellenzéki előválasztáson indult Bács-Kiskun megye 6. számú választókörzetében. A választókörzetben győztes jelöltként őt indította az Egységben Magyarországért a 2022-es választáson, ahol azonban l Zsigó Róbert, a Fidesz-KDNP jelöltje nyerte meg.
Több médiafelületen is ismertették terveit egy önálló Bács megyéről, melynek Baja városa lenne a központja. Az ügy támogatására petíciót is indított. Tervét azzal indokolta, hogy önálló Bács megye nagyobb mozgástérrel bírna a források elosztásában, és emellett egy önálló megyének egyszerűbb az erőforrásokért lobbizni, ugyanis a Bács-Kiskun megyei források és beruházások nagy része a megye északi részére összpontosul.